# Crotalaria duvigneaudii
Crotalaria duvigneaudii är en ärtväxtart som beskrevs av Timp.. Crotalaria duvigneaudii ingår i släktet sunnhampor, och familjen ärtväxter. Inga underarter finns listade i Catalogue of Life.